# International Boxing Council
Das International Boxing Council (IBC) ist ein in Montecito (USA) ansässiger Boxverband, der offizielle Kämpfe ausrichtet und die IBC-Weltmeistertitel im Profiboxen verleiht. Im Verhältnis zu den vier großen und international anerkannten Verbänden (WBC, WBA, IBF & WBO) ist die IBC zusammen mit der IBO, WBU, GBU, IBA und IBU ein kleiner, unbedeutender Verband.

## Bekannte Titelträger
- Lennox Lewis
- Tommy Morrison
- Donovan Ruddock
- Michael Grant
- Brian Nielsen
- Krzysztof Włodarczyk
- Virgil Hill
- Dawid Kostecki
- Roy Jones junior
- Hector Camacho senior
- Vinny Pazienza
- James Toney